# Fledermausfliege
Als Fledermausfliegen werden die Vertreter zweier nahe verwandter Familien der Zweiflügler (Diptera) bezeichnet. Dabei handelt es sich um die Nycteribiidae (siehe Fledermausfliegen) und die Streblidae, die sich als Außen- oder Ektoparasiten auf Fledermäuse als Wirte spezialisiert haben. Zu den Anpassungen gehört bei beiden Gruppen die extrem abgeflachte Körperform und die auf den Rücken verlagerten Hüften, die zu einer Spreizung der Beine führen. In beiden Gruppen gibt es eine Reihe von ungeflügelten Arten, allgemein ist die Umgestaltung bei den Nycteribiidae allerdings weiter fortgeschritten.
Häufig werden die Nycteribiidae und Streblidae mit den eigentlichen Lausfliegen (Hippoboscidae) zu den Lausfliegen im weiteren Sinne (Pupipara) zusammengefasst. Alle drei Gruppen bringen Larven zur Welt, die sich bereits direkt nach der Geburt verpuppen.